# 471

## Události
- Acacius se stal patriarchou Konstantinopole.

## Hlavy států
- Papež – Simplicius (468–483)
- Byzantská říše – Leon I. (457–474)
- Západořímská říše – Anthemius (467–472)
- Franská říše – Childerich I. (458–481)
- Perská říše – Péróz I. (459–484)
- Ostrogóti – Theodemir (465/470–474)
- Vizigóti – Eurich (466–484)
- Vandalové – Geiserich (428–477)